# Tenagodes
Tenagodes là một chi ốc biển with irregularly coiled shells, là động vật thân mềm chân bụng sống ở biển trong họ Siliquariidae, the slit worm snails.

## Các loài
Các loài trong chi Tenagodes gồm có:
- Tenagodes lacteus
- Tenagodes trochlearis